# ゼーブルッヘ襲撃
ゼーブルッヘ襲撃 (英語: Zeebrugge Raid, フランス語: Raid sur Zeebruges) は第一次世界大戦中の1918年4月にイギリス海軍が行った作戦で、目的はベルギーの主要港ブルッヘ・ゼーブルッヘ港を使用不能とすることであった。この港は近隣のオーステンデと共にUボートの基地となっていた為、イギリス海軍の主要な攻撃目標とされた。同時にオーステンデ襲撃も実行された。

## 背景

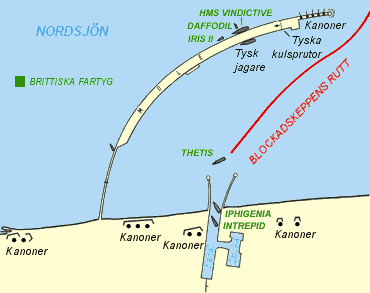
ゼーブルッヘ襲撃時の地図と各艦の位置を示した図

ゼーブルッヘに対する攻撃は、1917年にジョン・ジェリコーによって提案された。しかし、ゼーブルッヘはドイツ軍によって強固に要塞化されており、正攻法では全く歯が立たなかった。実際、ジェリコーが攻撃を提案する以前から戦艦やモニター艦による砲撃が幾度も行われたが、海岸砲台の激しい反撃に遭って充分な戦果は挙げられなかった。しかもドイツ軍は、Uボートを退避させるUボート・ブンカーを1917年に完成させており、艦砲射撃の効果はますます低くなってしまった。そんな中、ロジャー・キーズ少将が港口を閉塞させる作戦を提案してきた。襲撃は1918年2月に正式に海軍本部によって認可され、1918年4月21日、キーズ自らが駆逐艦や魚雷艇、コルベットなどの小型艦艇を主力とする160隻余りの艦隊を率いて出撃した。この中には4隻のモニター艦と8隻の閉塞船が含まれていた。

## 襲撃

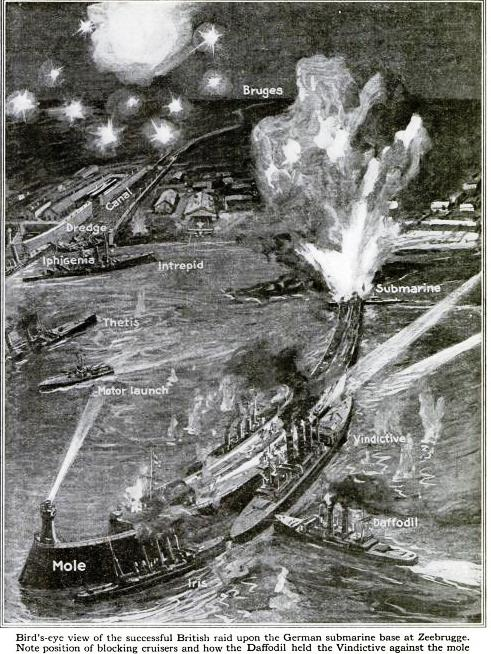
ゼーブルッヘ襲撃の様子を描いたイラスト

襲撃は4月22日深夜に開始され、ゼーブルッヘの防波堤に対する陽動攻撃で始まった。掃海艇からの煙幕と4隻のモニター艦からの砲撃に加え、攻撃は旧式となっていたアラガント級防護巡洋艦ヴィンディクティヴと2隻のマージー川のフェリー、「ダフォディル (Daffodil) 」と「アイリスII (Iris II) 」によって行われた。この3隻には、防波堤と岸とを結ぶ橋を破壊するための爆薬をつんだ旧式潜水艦2隻が同行していた。ヴィンディクティヴは海兵隊200名をブルージュ運河の入り口に上陸させる予定であった。だが、上陸時に風向きが変わり、煙幕の効果がなくなってしまった。砲陣地を破壊するはずであった海兵隊は、すぐに激しい攻撃を受けて大きな損害を出した。ヴィンディクティヴも砲撃を受け、突堤の外に止まることを余儀なくされた。その結果、海兵隊はヴィンディクティヴからの砲撃支援を得られなくなり、周囲からの攻撃にほぼ無防備な状態となる。そこへ、魚雷艇などが次々と港内に突入して周囲のドイツ艦や港湾施設に手当たり次第に攻撃を開始し、ドイツ軍の砲台なども反撃した為、ゼーブルッヘ港は猛烈な砲火と砲煙に覆われて大混乱に陥る。潜水艦C3は計画通り橋の破壊に成功し、ドイツ兵は防波堤への進路を阻まれてしまう。この功績で艦長R・D・サンドフォード 大尉はヴィクトリア十字勲章を授与された。

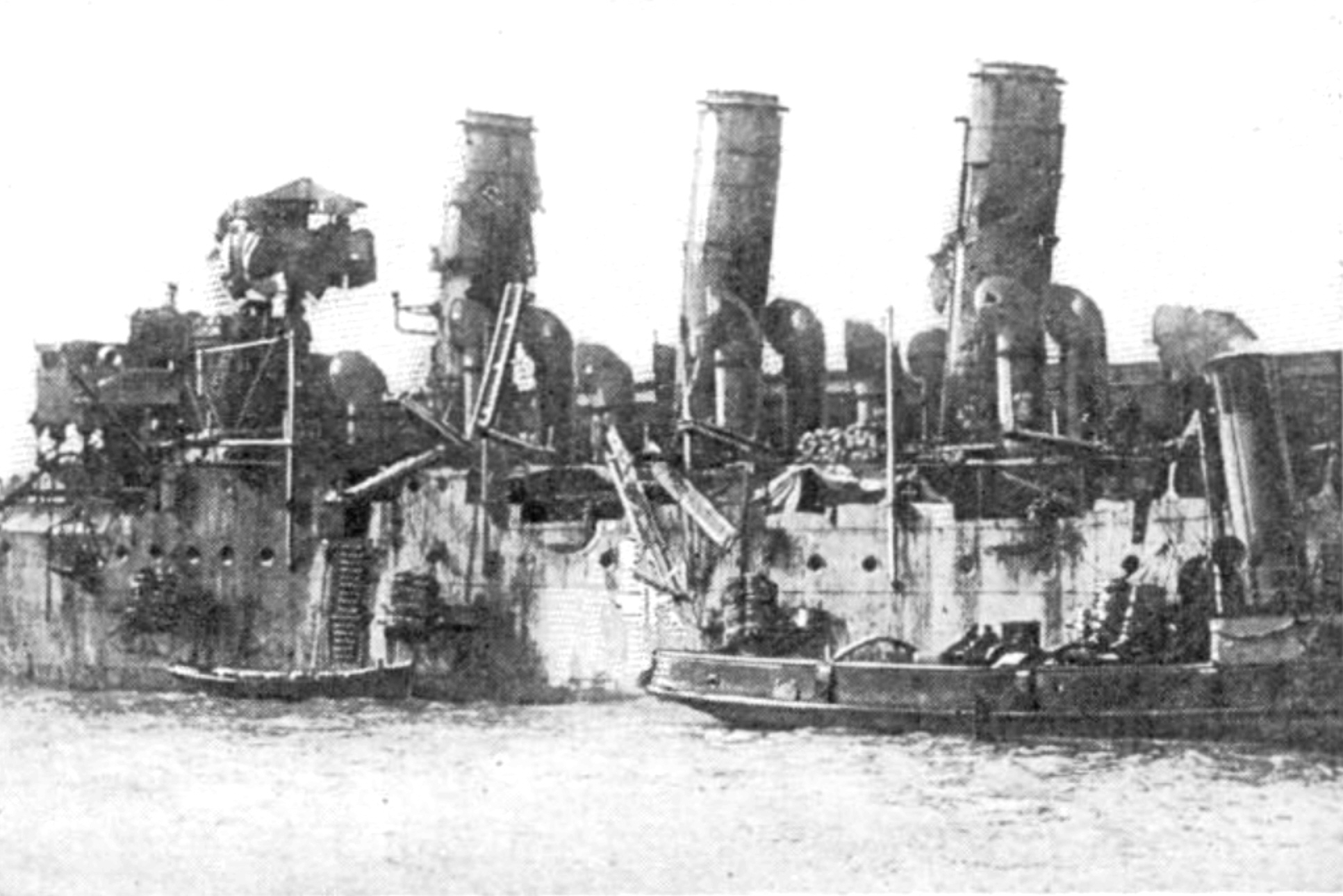
大破したヴィンディクティヴ。

3隻の旧式巡洋艦をゼーブルッヘ港の中央水路に沈める計画は失敗した。防波堤に対する攻撃の失敗により、コンクリートを積んだ3隻のアポロ級防護巡洋艦「セティス」、「イントレピッド」、「イフィゲネイア」は激しい砲撃を受けることとなった。セティスは障害物に当たって、水路手前の浅瀬に乗り上げて座礁した。イフィジェナイアは水路の入り口で沈没し、イントレピッドは水路内で自沈したが不完全な形となってしまった。
日付が23日に変わる頃、キーズはこれ以上の戦闘はいたずらに味方の損害を増やすだけだと判断して撤退を指示する。港内にいたイギリス艦艇は一斉に港から脱出し、ヴィンディクティヴも海兵隊を回収すると工作艦の手助けで脱出に成功する。夜明け頃にはイギリス艦隊は完全に撤退していた。

## 結果

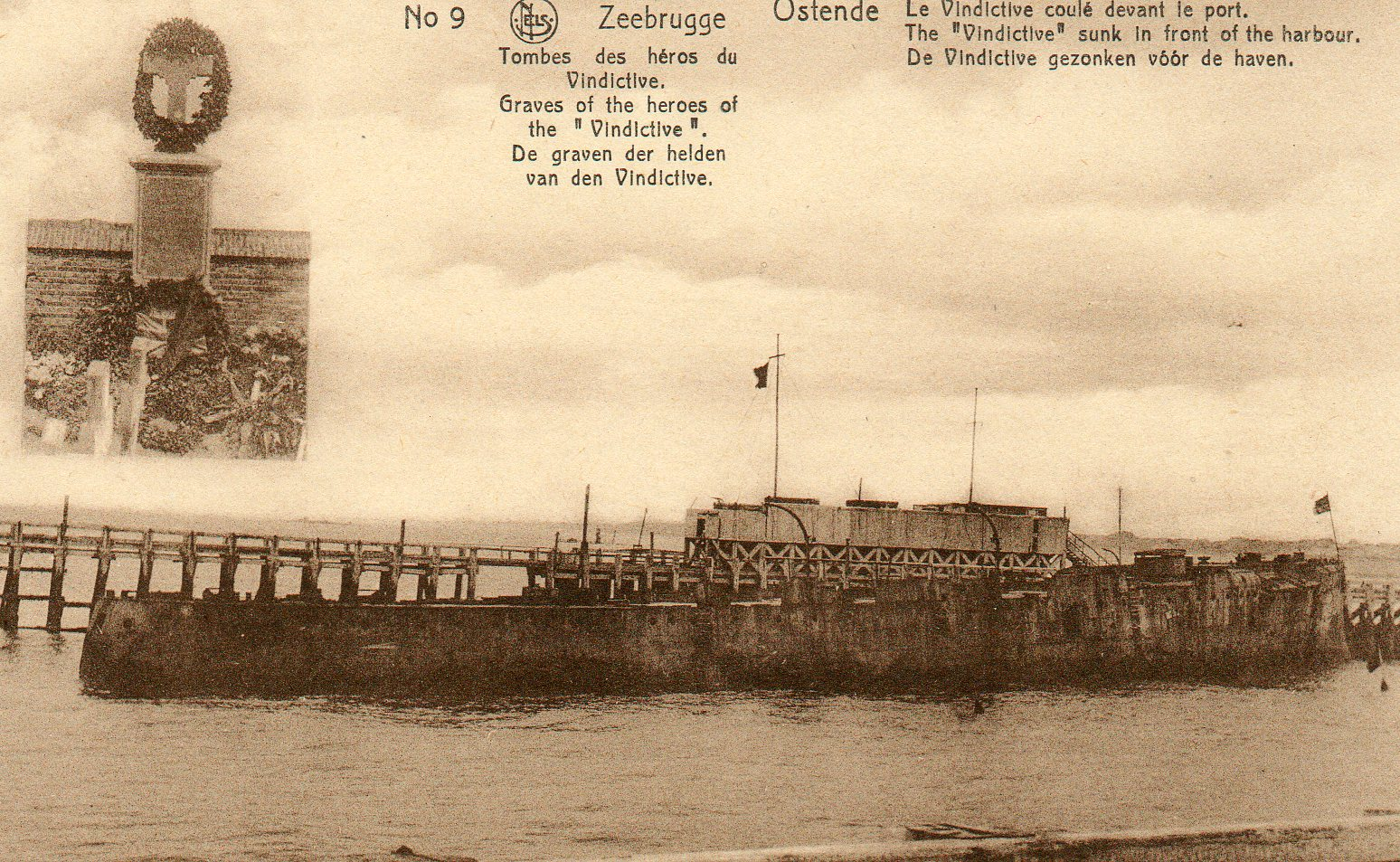
閉塞に失敗したヴィンディクティヴ。

閉塞艦は正しい場所には沈められず、数日間運河を塞いだだけに終わった。ドイツは運河西岸の閉塞艦付近の埠頭を二つ撤去し、閉塞艦艦尾付近の沈泥を通る新たな水路を作った。これにより、潮位の高い時には潜水艦は閉塞艦の場所を通過できるようになった。港内に沈んだ艦艇も大半が着底程度だった為、3ヶ月以内に完全に復旧した。破壊された鉄橋もドイツ軍の尽力により短期間で修復された。

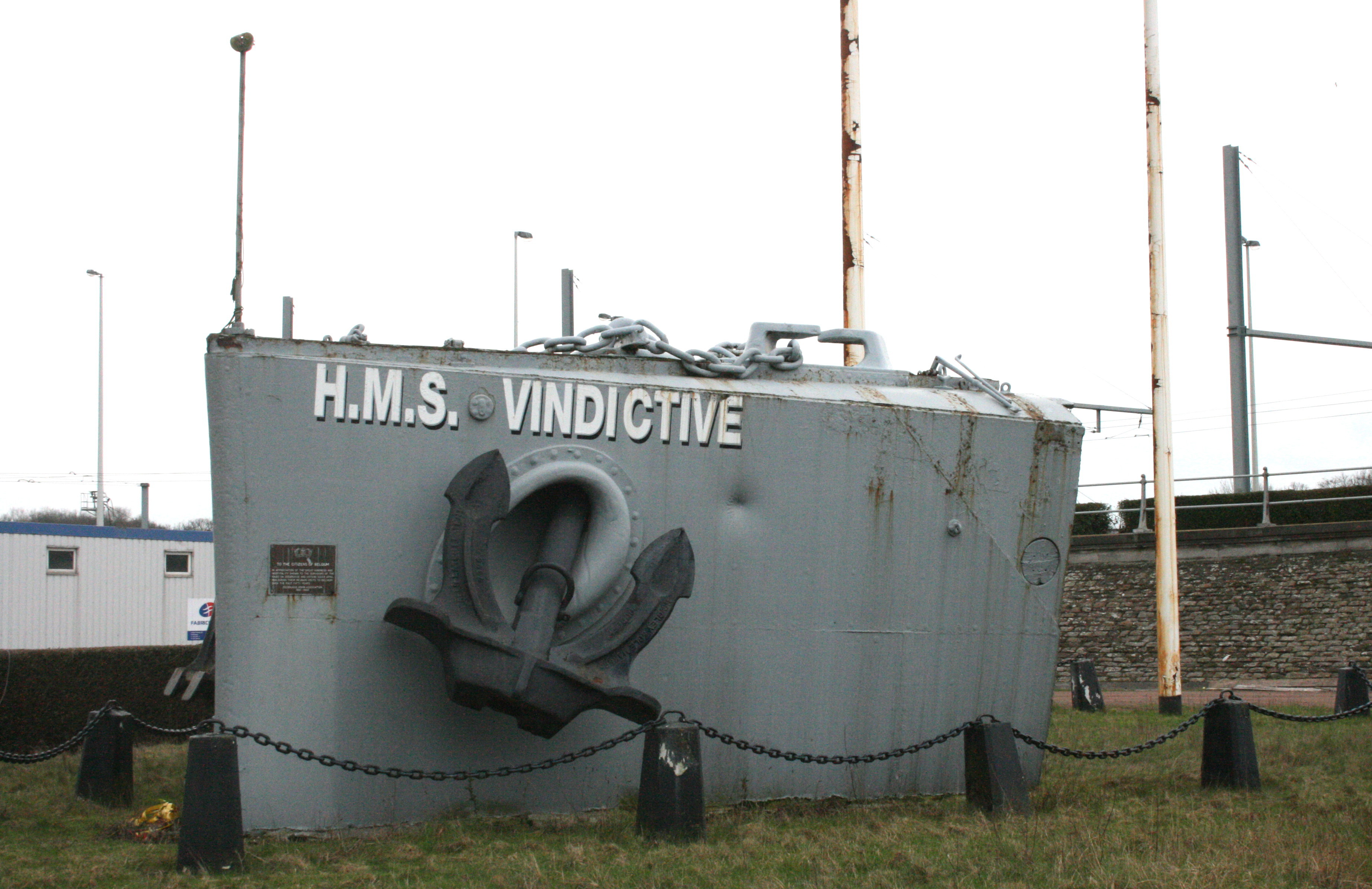
ヴィンディクティヴのモニュメント

ゼーブルッヘ襲撃は、連合国の宣伝によりイギリスの勝利であると広められ、8個のヴィクトリア十字勲章が授与された。作戦参加1700名の内300名が負傷し200名以上が戦死した。
なお、ヴィンディクティヴは5月実行された2度目のオーステンデ襲撃作戦にも参加した。しかし、この作戦もドイツ軍の激しい反撃に遭って失敗し、ヴィンディクティヴはこの地で最期を迎えた。